# Stylogaster papuana
Stylogaster papuana är en tvåvingeart som beskrevs av Krober 1940. Stylogaster papuana ingår i släktet Stylogaster och familjen stekelflugor. Inga underarter finns listade i Catalogue of Life.